# Le Livre d'or de la science-fiction : Catherine Moore & Henry Kuttner
Le Livre d'or de la science-fiction : Catherine Moore & Henry Kuttner est une anthologie de douze nouvelles de science-fiction consacrée à l'œuvre de Catherine Moore et Henry Kuttner, publiée en octobre 1979 en France. Rassemblées par Alain Dorémieux, les nouvelles sont parues entre 1943 (Un bon placement) et 1953 (Sinon…).

## Publication
L'anthologie fait partie de la série francophone Le Livre d'or de la science-fiction, consacrée à de nombreux écrivains célèbres ayant écrit des œuvres de science-fiction. Elle ne correspond pas à un recueil déjà paru aux États-Unis ; il s'agit d'un recueil inédit de nouvelles, édité pour le public francophone, et en particulier les lecteurs français.
L'anthologie a été publiée en avril 1979 aux éditions Presses Pocket, collection Science-fiction no 5061  (ISBN 2-266-00794-7), et été rééditée en 1992 dans la collection Le Grand Temple de la S-F avec pour titre Ne vous retournez pas  (ISBN 2-266-02844-8).
L'image de couverture a été réalisée par Marcel Laverdet.

## Liste des nouvelles
- Impasse (Deadlock), traduction de Frank Straschitz
- Un bon placement (Endowment policy), traduction de Frank Straschitz
- Gallegher Bis (Gallegher plus), traduction de Michel Deutsch
- Problème de logement (Housing Problem), traduction de Frank Straschitz
- L'Heure des enfants (The Children's Hour), traduction de Frank Straschitz
- Ce qu'il vous faut (What You Need), traduction de Frank Straschitz
- En direct avec le futur (Line To Tomorrow), traduction de Alain Dorémieux
- Il se passe quelque chose dans la maison (This is the House), traduction de Alain Dorémieux
- Juke-Box (Juke-box), traduction de Frank Straschitz
- Ne vous retournez pas (Don't Look Now), traduction de Alyette Guillot-Coli
- Androïde (Android), traduction de Frank Straschitz
- Sinon… (Or Else), traduction de Frank Straschitz

## Préface et bibliographie
- Préface d’Alain Dorémieux : p. 7 à 31.
- Bibliographie de Catherine Moore et d’Henry Kuttner : p. 366 à p. 381.